# تارانت راشتون
تارانت راشتون (به انگلیسی: Tarrant Rushton) یک روستا و محله مدنی در بریتانیا است که در North Dorset واقع شده‌است. تارانت راشتون ۸۰ نفر جمعیت دارد.